# Hạ Bảo Long
Hạ Bảo Long (tiếng Trung: 夏宝龙; sinh tháng 12 năm 1952) là tiến sĩ kinh tế học, chính khách nước Cộng hòa Nhân dân Trung Hoa. Ông hiện là Phó Chủ tịch Ủy ban Toàn quốc Hội nghị Hiệp thương Chính trị Nhân dân Trung Quốc kiêm Tổng Thư ký Ủy ban Toàn quốc Hội nghị Hiệp thương Chính trị Nhân dân Trung Quốc khóa XIII nhiệm kỳ 2018 đến năm 2023.
Hạ Bảo Long là Phó Thị trưởng Thường trực Chính phủ nhân dân thành phố Thiên Tân trước khi chuyển công tác đến tỉnh Chiết Giang năm 2003 làm Phó Bí thư Tỉnh ủy tỉnh Chiết Giang, làm việc trực tiếp dưới quyền của Tập Cận Bình giai đoạn 2003 - 2007 khi ông Tập Cận Bình còn là Bí thư Tỉnh ủy Chiết Giang. Tháng 1 năm 2012, ông nhậm chức Tỉnh trưởng Chính phủ Nhân dân tỉnh Chiết Giang. Tháng 12 năm 2012, ông được bổ nhiệm làm Bí thư Tỉnh ủy tỉnh Chiết Giang. Tháng 1 năm 2013, ông được bầu kiêm nhiệm chức vụ Chủ nhiệm Ủy ban Thường vụ Đại hội Đại biểu Nhân dân tỉnh Chiết Giang. Tháng 3 năm 2018, Hạ Bảo Long được bầu làm Phó Chủ tịch kiêm Tổng Thư ký Ủy ban Toàn quốc Chính hiệp Trung Quốc.

## Tiểu sử

### Thân thế
Hạ Bảo Long là người Hán sinh tháng 12 năm 1952, người Thiên Tân.

### Giáo dục
Tháng 1 năm 1975 đến tháng 1 năm 1976, Hạ Bảo Long theo học lớp nâng cao khoa giáo dục chính trị tại Học viện Sư phạm Thiên Tân (nay là Đại học Sư phạm Thiên Tân).
Tháng 9 năm 1994 đến tháng 7 năm 1997, ông theo học nghiên cứu sinh tại chức chuyên ngành triết học Marx-Lenin tại Trường Đảng Thành ủy Thiên Tân.
Tháng 9 năm 1999 đến tháng 7 năm 2002, ông theo học nghiên cứu sinh tại chức chuyên ngành kinh tế chính trị, Học viện Kinh tế thuộc Đại học Bắc Kinh và được trao học vị tiến sĩ kinh tế học.

### Sự nghiệp
Tháng 8 năm 1969, Hạ Bảo Long tham gia công tác làm giáo viên trung học phụ thuộc Đại học Hà Bắc. Tháng 1 năm 1970 đến tháng 10 năm 1972, ông là giáo viên, Bí thư Chi bộ Đoàn tiểu học Nam Lộ Giải phóng, khu Hà Tây, Thiên Tân. Tháng 10 năm 1972, ở tuổi 20, Hạ Bảo Long chuyển sang hoạt động trong tổ chức Đoàn Thanh niên Cộng sản, là cán bộ Đoàn Thanh niên Cộng sản Khu ủy khu Hà Tây, Thiên Tân. Tháng 11 năm 1973, ông gia nhập Đảng Cộng sản Trung Quốc.
Tháng 1 năm 1976, sau khi tốt nghiệp, Hạ Bảo Long được bổ nhiệm làm Ủy viên Ban Thường vụ Đoàn Thanh niên Cộng sản Khu ủy khu Hà Tây, Phó Bí thư Đoàn Thanh niên Cộng sản Khu ủy khu Hà Tây. Tháng 7 năm 1982, ông được bổ nhiệm giữ chức Bí thư Đoàn Thanh niên Cộng sản Khu ủy khu Hà Tây. Tháng 11 năm 1983, ông được bổ nhiệm làm Trưởng Ban Nhai đạo Khu ủy Hà Tây.
Tháng 12 năm 1985, Hạ Bảo Long được bổ nhiệm làm Phó Khu trưởng Chính phủ nhân dân khu Hà Tây, thành viên Ban Cán sự Đảng Chính phủ nhân dân khu Hà Tây. Tháng 8 năm 1991, ông được bổ nhiệm giữ chức Ủy viên Ban Thường vụ Khu ủy Hà Tây, Phó Khu trưởng Thường trực Chính phủ nhân dân khu Hà Tây, Phó Bí thư Ban Cán sự Đảng Chính phủ nhân dân khu Hà Tây. Tháng 10 năm 1993, Hạ Bảo Long được bổ nhiệm làm Phó Bí thư Khu ủy Hà Tây, Khu trưởng Chính phủ nhân dân khu Hà Tây, Bí thư Ban Cán sự Đảng Chính phủ nhân dân khu Hà Tây. Tháng 6 năm 1996, ông được bổ nhiệm làm Bí thư Khu ủy khu Hà Tây kiêm Khu trưởng Chính phủ nhân dân khu Hà Tây.
Tháng 9 năm 1997, ở tuổi 45, tại Đại hội Đảng Cộng sản Trung Quốc lần thứ 15, Hạ Bảo Long được bầu làm Ủy viên dự khuyết Ban Chấp hành Trung ương Đảng Cộng sản Trung Quốc khóa XV. Tháng 10 năm 1997, ông được bổ nhiệm giữ chức Phó Thị trưởng Chính phủ nhân dân thành phố Thiên Tân. Tháng 5 năm 1998, ông được bầu làm Ủy viên Ban Thường vụ Thành ủy Thiên Tân kiêm Phó Thị trưởng Chính phủ Nhân dân thành phố Thiên Tân, Phó Bí thư Ban Cán sự Đảng Chính phủ nhân dân thành phố Thiên Tân. Tháng 7 năm 2002, Hạ Bảo Long được bổ nhiệm làm Ủy viên Ban Thường vụ Thành ủy, Phó Thị trưởng Thường trực Chính phủ nhân dân thành phố Thiên Tân, Phó Bí thư Ban Cán sự Đảng Chính phủ nhân dân thành phố Thiên Tân.
Ngày 14 tháng 11 năm 2002, tại phiên bế mạc của Đại hội Đảng Cộng sản Trung Quốc lần thứ 16, Hạ Bảo Long được bầu lại là Ủy viên dự khuyết Ban Chấp hành Trung ương Đảng Cộng sản Trung Quốc khóa XVI. Tháng 11 năm 2003, ở tuổi 51, Hạ Bảo Long được luân chuyển làm Phó Bí thư Tỉnh ủy Chiết Giang, trở thành cấp phó của Bí thư Tỉnh ủy Chiết Giang đương thời là ông Tập Cận Bình. Tháng 1 năm 2004, ông được bổ nhiệm làm Phó Bí thư Tỉnh ủy kiêm Bí thư Ủy ban Chính trị Pháp luật Tỉnh ủy Chiết Giang. Tháng 6 năm 2007, ông thôi kiêm nhiệm chức vụ Bí thư Ủy ban Chính pháp Tỉnh ủy Chiết Giang. Ngày 21 tháng 10 năm 2007, tại Đại hội Đảng Cộng sản Trung Quốc lần thứ 17, ông tiếp tục được bầu làm Ủy viên dự khuyết Ban Chấp hành Trung ương Đảng Cộng sản Trung Quốc khóa XVII.
Tháng 8 năm 2011, Hạ Bảo Long được bổ nhiệm làm Phó Bí thư Tỉnh ủy, Phó Tỉnh trưởng Chính phủ nhân dân tỉnh Chiết Giang, quyền Tỉnh trưởng tỉnh Chiết Giang thay cho ông Lã Tổ Thiện chuyển lên trung ương làm Phó Chủ nhiệm Ủy ban Kinh tế Tài chính của Đại hội đại biểu Nhân dân toàn quốc (Quốc hội Trung Quốc). Tháng 1 năm 2012, Hạ Bảo Long chính thức được bầu giữ chức vụ Tỉnh trưởng Chính phủ Nhân dân tỉnh Chiết Giang. Ngày 14 tháng 11 năm 2012, tại Đại hội Đảng Cộng sản Trung Quốc lần thứ 18, Hạ Bảo Long được bầu làm Ủy viên chính thức Ủy ban Trung ương Đảng Cộng sản Trung Quốc khóa XVIII. Ngày 18 tháng 12 năm 2012, ông được bổ nhiệm giữ chức Bí thư Tỉnh ủy Chiết Giang. Ngày 30 tháng 1 năm 2013, ông được bầu kiêm nhiệm chức vụ Chủ nhiệm Ủy ban Thường vụ Đại hội đại biểu nhân dân tỉnh Chiết Giang.
Ngày 26 tháng 4 năm 2017, Hạ Bảo Long được miễn nhiệm chức vụ Bí thư Tỉnh ủy Chiết Giang, kế nhiệm ông là Tỉnh trưởng tỉnh Chiết Giang Xa Tuấn. Ngày 27 tháng 4 năm 2017, Hạ Bảo Long được bổ nhiệm làm Phó Chủ nhiệm Uỷ ban Bảo vệ Môi trường và Tài nguyên của Đại hội đại biểu Nhân dân toàn quốc Trung Quốc khóa XII nhiệm kỳ 2013 đến năm 2018.
Ngày 14 tháng 3 năm 2018, kỳ họp thứ nhất Ủy ban Toàn quốc Hội nghị Hiệp thương Chính trị Nhân dân Trung Quốc (Chính hiệp) khóa XIII đã tiến hành phiên họp toàn thể lần thứ 4 bầu Hạ Bảo Long làm Phó Chủ tịch Ủy ban Toàn quốc Hội nghị Hiệp thương Chính trị Nhân dân Trung Quốc kiêm Tổng Thư ký Ủy ban Toàn quốc Hội nghị Hiệp thương Chính trị Nhân dân Trung Quốc.